# 戈尔德河 (巴伐利亚施瓦察赫河支流)
49°30′29″N 12°38′33″E / 49.50819°N 12.64256°E
戈爾德河（德語：Goldbach）是德國的河流，位於該國東南部，由巴伐利亞負責管轄，屬於巴伐利亚施瓦察赫河的右支流，河道全長1.7公里，流域面積1.1平方公里。